# Greyfriars Bobby
Greyfriars Bobby fue un perro de la raza Skye Terrier que se hizo conocido en Edimburgo en el siglo XIX por permanecer junto a la tumba de su dueño, John Gray, hasta su muerte el 14 de enero de 1872.
Un año más tarde, Lady Burdett Coutts hizo construir una estatua y una fuente en el lado sur del Puente George IV para homenajearlo.
Se hicieron varios libros y películas que se basan en la vida de Bobby, incluyendo la novela Greyfriar's Bobby (1912) de Eleanor Atkinson y las películas Greyfriars Bobby (1961) y The Adventures of Greyfriars Bobby (2006).
En 2011 Jan Bondeson de la Universidad de Cardiff publicó una investigación sugiriendo que Bobby fue en realidad un reclamo publicitario de las empresas locales de la época victoriana para atraer al turismo. Según la investigación de Bondeson, Bobby era un perro callejero entrenado para permanecer en el cementerio que habría sido sustituido por otro can y, por lo tanto, habrían sido dos perros diferentes.

## Historia tradicional

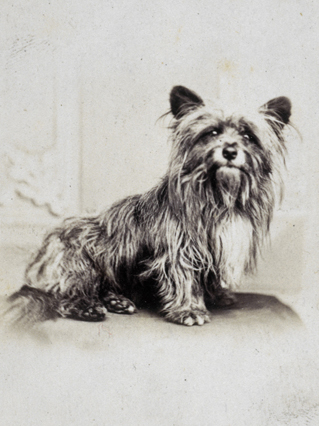
Copia a la albúmina, del que se cree pudo ser Greyfriars Bobby, perteneciente a la colección de las Galerías nacionales de Escocia

Bobby perteneció a John Gray, que trabajaba para la policía local de Edimburgo como vigilante nocturno, y ambos fueron inseparables durante aproximadamente dos años. El 8 de febrero de 1858, Gray murió de tuberculosis. Fue enterrado en el cementerio Greyfriars, junto a la Greyfriars Kirk (iglesia de Greyfriars), en la Old Town de Edimburgo. Se dice que Bobby, que vivió durante los 14 años posteriores a la muerte de Gray, pasó el resto de su vida junto a la tumba de su amo.
En 1867, debido al creciente número de perros vagabundos, las autoridades de la ciudad aprobaron una norma que obligaba a registrar a todos los perros de Edimburgo, eliminando a aquellos que no lo estuviesen. Sir William Chambers (Lord Provost of Edinburgh) decidió pagar la licencia de Bobby, y le hizo un collar con una placa de bronce con la leyenda "Greyfriars Bobby from the Lord Provost - 1867 - licensed", actualmente exhibida en el Museo de Escocia.
Bobby murió en 1872 y fue enterrado junto a la puerta de la Greyfriars Kirkyard, cerca de la tumba de Grey, pero no en el mismo cementerio por considerarse un lugar sagrado.

## Historia alternativa
En 2011, tras cinco años de investigación, Jan Bondeson publicó Greyfriars Bobby: The Most Faithful Dog in the World, la biografía más completa de Bobby hasta la fecha. En ella se echa por tierra la historia tradicional para ofrecer una versión diferente.

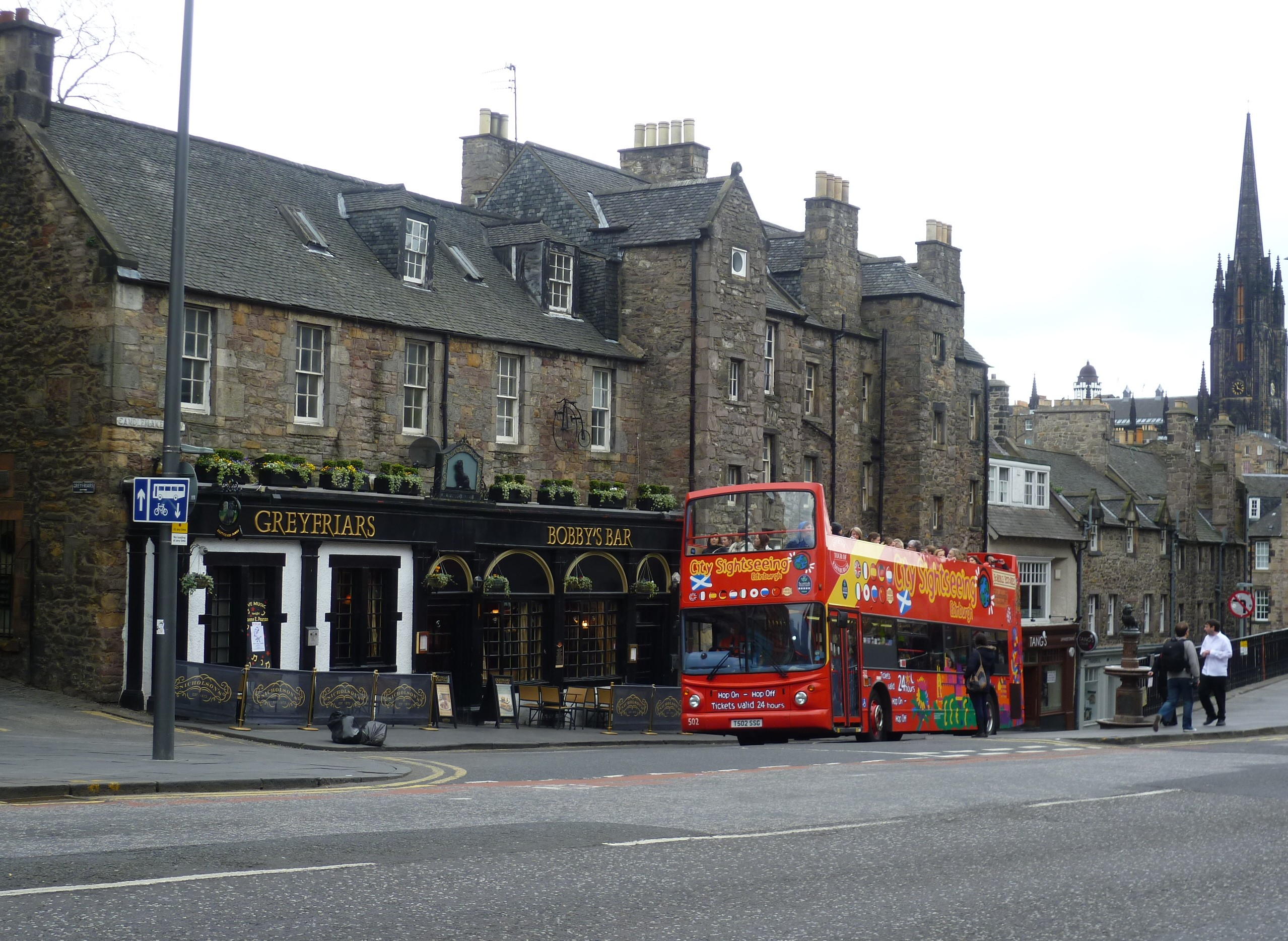
Bar Greyfriars Bobby. Dos hombres pasean junto a la estatua, abajo a la derecha.

Como antecedente, en la Europa del siglo XIX hay documentados más de 60 "perros de cementerio". Eran perros alimentados por algunos visitantes y cuidadores del cementerio para conseguir que hiciesen de éste, su hogar. La gente pensaba: «Oh, pobre perro, esperando junto a la tumba de su amo». Así que ellos los mantenían alimentados para, de esta manera, tenerlos como compañía y, asimismo, como una buena historia que contarles. En el caso de Bobby, se trataba de un perro que vagaba por los alrededores del hospital Heriot, llegando a convertirse en un estorbo para el jardinero del hospital que lo llevó al cementerio. James Brown, el conservador del cementerio, encontró compañía en Bobby y comenzó a alimentarlo para mantenerlo cerca. A algunos visitantes que vieron a Bobby les gustó pensar que permanecía con lealtad junto a la tumba de su amo, así que fueron aconsejando a Brown para construir la «historia» de Bobby. Después de que un artículo acerca de la historia de Bobby apareciera en el Scotsman los índices de visitas al cementerio aumentaron en 100 veces con personas llegadas de toda Inglaterra y Escocia. Esto se convirtió en una situación lucrativa para James Brown y la comunidad local.
Bondeson cree que el Bobby original murió entre mayo y junio de 1867 y que fue reemplazado por un perro más joven, porque las imágenes existentes muestran un claro cambio de aspecto. El primero era un mestizo con aspecto cansado mientras que el segundo era un Skye Terrier de aspecto jovial que corría por los alrededores y que, se cuenta, peleaba con otros perros. Esto también explicaría la longevidad de Bobby, 16 años, frente a los 10-12 años que suelen vivir habitualmente los 'Skye Terrier.
En la primera historia aparecida acerca de Bobby se creía que su dueño había sido un pastor, enterrado en el cementerio. Más tarde, un erudito llamado Forbes Macgregor, que escribió una biografía de Greyfriars Bobby, pensó que el amo fue John Gray, un policía local enterrado allí en 1858. Bondeson cree que tampoco tiene mucho sentido que perteneciera a un pastor, que normalmente no usaría un terrier para el pastoreo de ovejas, ni tampoco que un pequeño terrier se utilizase como perro policía.
Con el paso de los años fue tema de conversación entre los habitantes de Edimburgo que conocían los hechos, hubo artículos en periódicos que ponían en duda la historia e incluso, cuando Bobby vivía, algunos concejales dudaron de su historia llegando a debatirla en el ayuntamiento de Edimburgo. Sin embargo, la romántica leyenda de Bobby estaba tan arraigada y era tan querida que cualquier revisionismo a lo largo de los años pasó casi desapercibido. Jan Bondeson declaró: "Nunca será posible para desacreditar la historia de Greyfriars Bobby – él es una leyenda viviente, el perro más fiel del mundo, y más grande que todos nosotros".

## En memoria

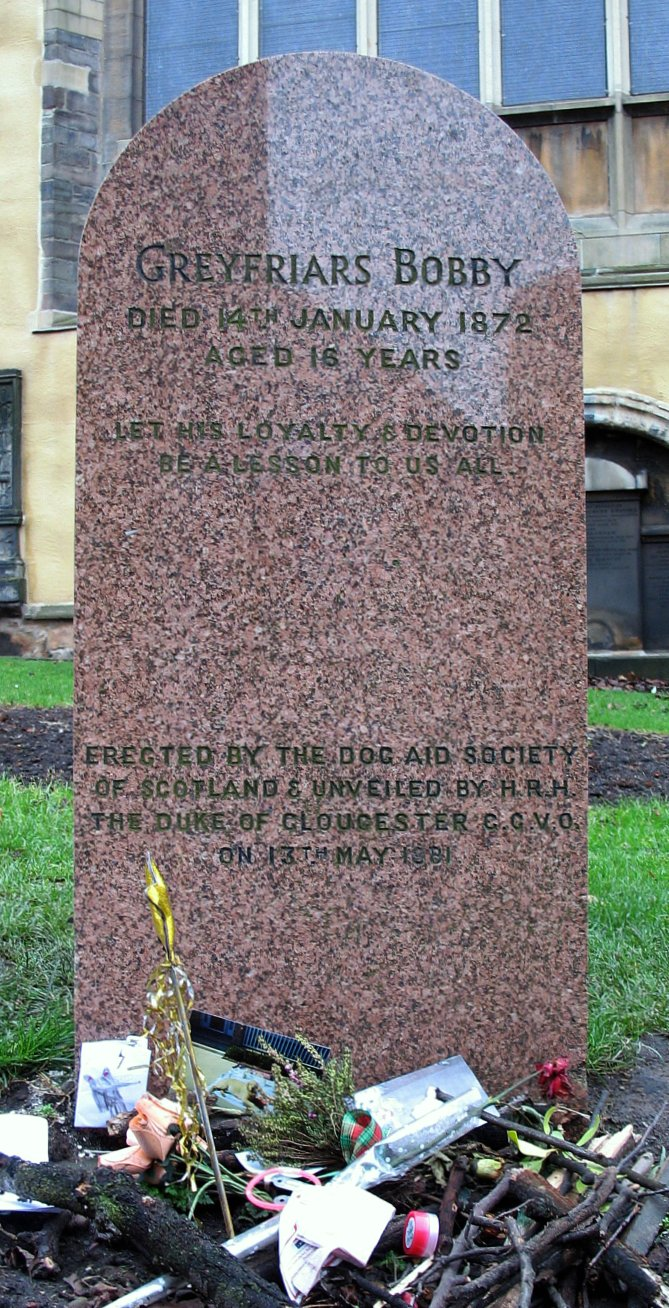
Lápida de Bobby en Greyfriars Kirkyard

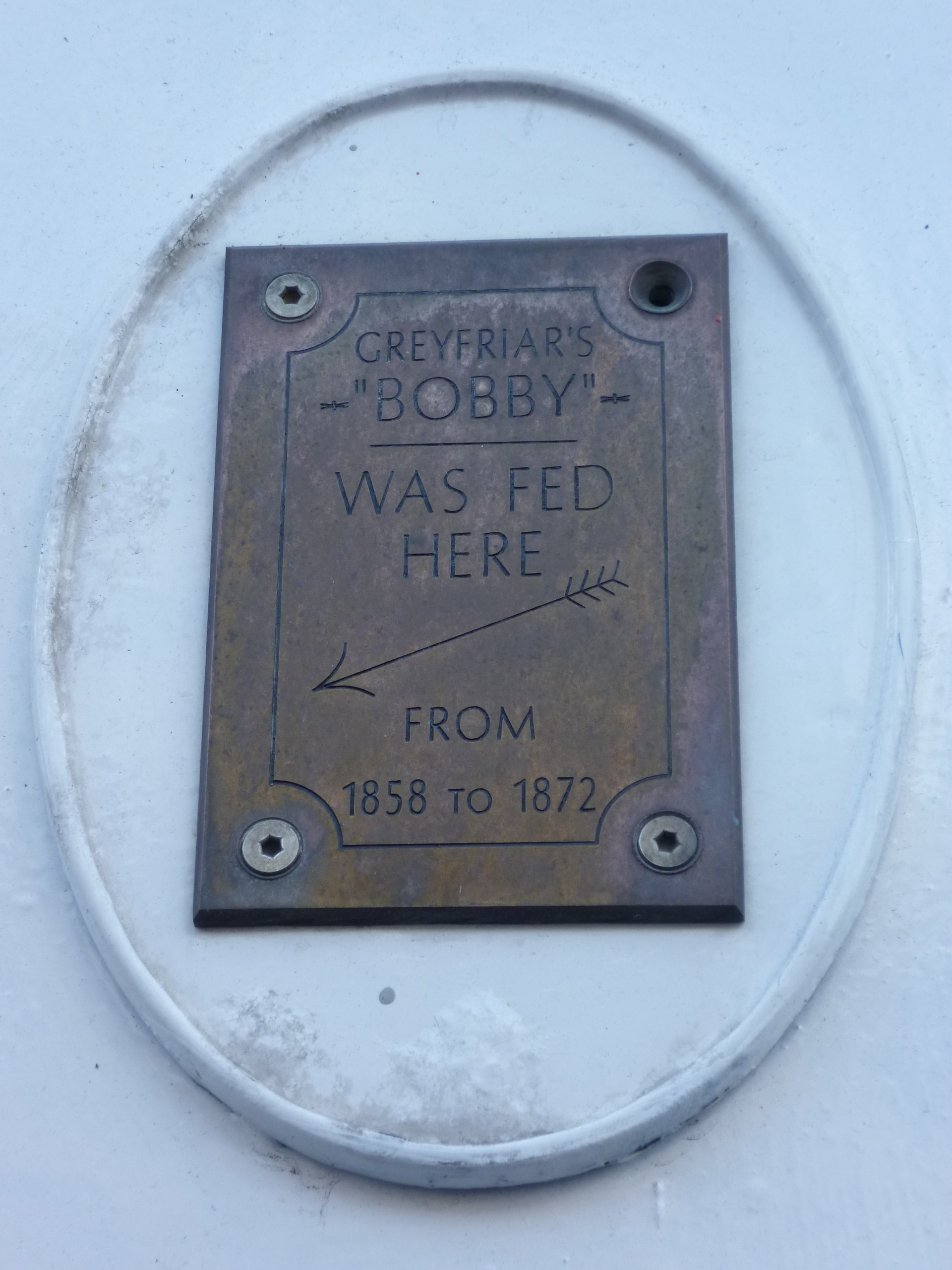
Una placa conmemorativa hacia Bobby en Edimburgo.

En 1872, casi inmediatamente después de la muerte del perro, el escultor William Brodie creó una estatua de Bobby a tamaño real. Fue encargada por la Baronesa Burdett-Coutts, una aristócrata local. Esta permanece enfrente del "Greyfriars Bobby's Bar", situado cerca del acceso sur (principal) a Greyfriars Kirkyard. Se trata del monumento más pequeño de Edimburgo. Originalmente, la estatua miraba hacia el cementerio y el bar. Pero, al parecer, fue dada la vuelta por un antiguo propietario del bar para que su local apareciese en las muchas fotografías que se toman cada año. Fue restaurado en su totalidad en 1985 cuando toda la base de granito rojo fue remodelada. Originalmente fue construido como bebedero, teniendo una fuente en la parte superior para los humanos y otra inferior para los perros. Alrededor de 1975, en medio de amenazas para la salud pública, se cortó el suministro de agua, al igual que en todas las fuentes de agua potable de Edimburgo. Poco después se rellenaron con hormigón ambas cuencas. Después de haber sido embadurnada con pintura amarilla, presuntamente a manos de los estudiantes, en la noche de las elecciones generales de 1979, y ser atropellada por un coche en 1984, fue objeto de una crítica restauración.
Una lápida de granito rojo fue erigida sobre la tumba de Bobby por la Dog Aid Society of Scotland, y descubierta por el Príncipe Ricardo (Duque de Gloucester) el 13 de mayo de 1981. Desde alrededor de 2000, esta ha sido utilizada a modo de santuario, frecuentemente cubierta con palos (para que Bobby los busque) y, de vez en cuando, con juguetes para perros, flores etc.
En la lápida está escrito lo siguiente:
Greyfriars Bobby
Died 14 January 1872
Aged 16 years
Let his loyalty and devotion be a lesson to us all
Existen visitas guiadas a la Kirkyard ofrecidas por una serie de grupos, incluyendo el Greyfriars Bobby Walking Theatere y la Fundación Greyfriars Kirkyard.
El 25 de septiembre de 2009, la BBC informó de que la estatua había sido objeto de una forma de "vandalismo". Los manifestantes en contra de la construcción de un campo de golf, por parte de Donald Trump, habían visitado varias estatuas en Edimburgo, Aberdeen, Glasgow y Stirling reemplazando sus rostros por los de Donald Trump y, en algunos casos, también adjuntaban a la estatua un juego de palos de golf de juguete. El "vandalismo" a la estatua de Greyfriars Bobby consistió en una máscara con la cara de Trump colocada sobre la cara de Bobby.

## Libros y películas
- El libro Greyfriars Bobby por Eleanor Atkinson, que embelleció en gran medida la historia, mostrando un John Gray pastor, conocido como "Auld Jock".[12] La película de Walt Disney de 1961 Greyfriars Bobby: The True Story of a Dog basada en este libro.[13]
- The Illustrated True Story of Greyfriars Bobby por John Mackay.
- The Adventures of Greyfriars Bobby, Otra película estrenada en el Reino Unido en febrero de 2006 protagonizada por Oliver Golding y Christopher Lee.[14] Las escenas del Castillo de Edimburgo aparecidas en esta película pertenecen al Castillo de Stirling.[15]
- Challenge to Lassie (1949), una vieja película basada en el libro de Atkinson, pero sustituyendo a Bobby por Lassie.[16]
- En la película de 1945 The Body Snatcher, el personaje de Boris Karloff desentierra los cuerpos de las tumbas. Uno de estos cadáveres es el de John Gray. Bobby intenta evitar que levante el cadáver, pero es golpeado en la cabeza por el personaje de Boris Karloff, y degollado.
- En la serie, Where in the World Is Carmen Sandiego?,  en el episodio Little Dog Gone de la tercera temporada, Patty Larceny le pone un collar a la estatua de Bobby y le da un paseo.
- La banda escocesa-canadiense de Celtic-Punk The Real McKenzies escribió una canción tributo titulada "The Ballad of Greyfriars Bobby" que aparece en su álbum de 2008 titulado, Off the Leash.
- Existe una referencia anacrónica al personaje en la comedia negra británica de 2010 Burke and Hare.
- En "Jurassic Bark", episodio de la serie de animación Futurama, Seymour espera el resto de su vida fuera de la pizzería donde Fry, su amo, trabajaba, esperando en vano su regreso. Claro homenaje a Greyfriars Bobby y a Hachikō, se considera un episodio inusualmente emotivo para las series y sitcoms animadas en general.

## Información adicional
- Artículo en Edimburgo.com
- Ficha en todoperros.com
- The Adventures of Greyfriars Bobby (2005) (página en inglés de la película).

- Datos: Q1360835
- Multimedia: Greyfriars Bobby / Q1360835